# Bratschen

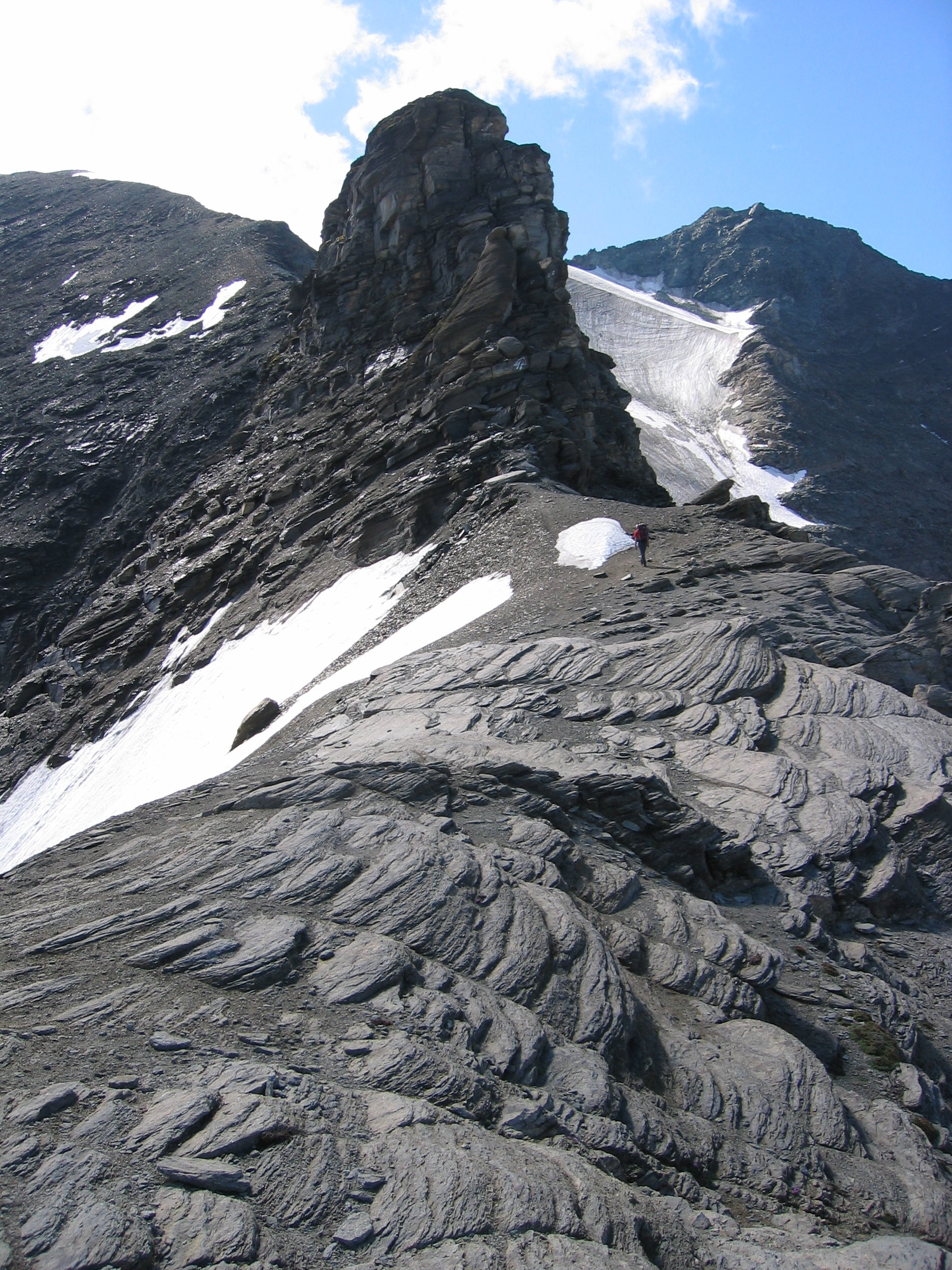
Bratschen, Im Hintergrund der Kleine Tenn

Bratschen sind Verwitterungsformen, die durch Frost und äolische Auswehung fast ausschließlich auf den Kalkglimmerschiefer der Oberen Schieferhülle in den Hohen Tauern entstehen.
Der Kalkglimmerschiefer, der im frischen Bruch blaugrau ist, verwittert gelb bis braun und zerblättert oberflächlich eben zu den Bratschen.
Diese bilden bis zu 40° steile, felsige und kaum bewachsene Bergflanken mit einer eigenartigen, in der Winderosion begründeten, rauen Oberfläche. Bratschen finden sich z. B. am Fuscherkarkopf, den Bärenköpfen, am Kitzsteinhorn, am Schwerteck, am Hohen Tenn oder an den – danach heißenden – Bratschenköpfen.